# 地殼再循環

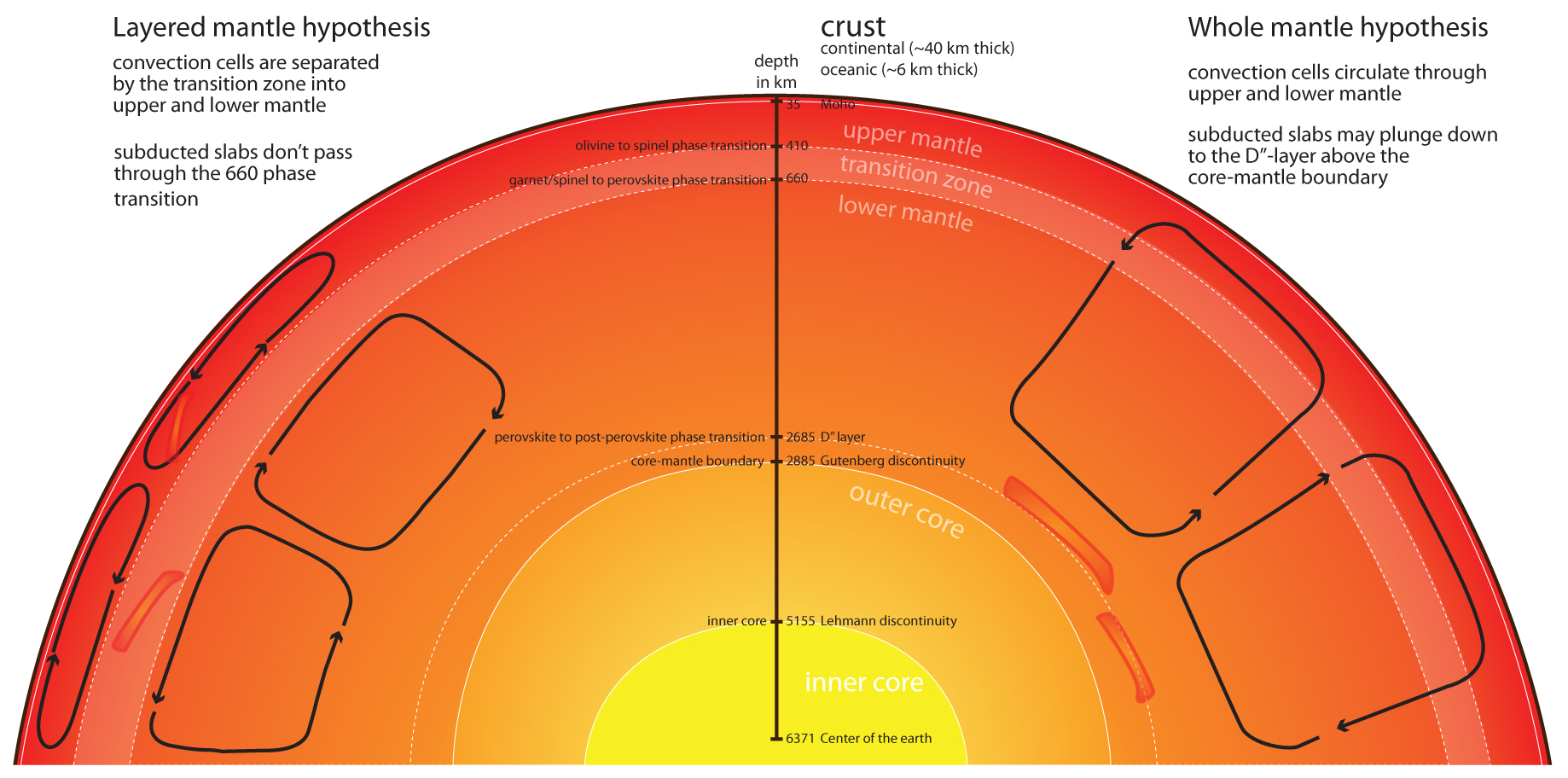
研究地幔動力學促進瞭解俯衝地殼的最終變化.

地殼再循環（英語：Crustal recycling）
是一種地質構造過程，該過程能把岩石圈的地表物質經過俯衝侵蝕或地殼分層剝離作用再循環到地幔中。 此過程能將揮發性化合物，水以及地殼物質隨俯衝板塊片進入地幔，同時也將地殼中的同位素帶入地幔。地殼再循環的證據是在地幔衍生的岩石（如大洋中脊玄武岩或金伯利岩）中找到地殼物質。

## 理論
根據地震資料解釋，一般學者都接受地球由固體的地殼和地幔和流體的外核和固體最內核組成。但對地幔對流的解釋則分爲兩派：地幔整層對流，
和地幔分層對流。
地幔分層對流的支持者認為，地幔内部經由相變分兩層獨立對流。一層由橄欖石、石榴石和輝石等最質密的礦物組成，另一層由晶體密集結構集的礦物，如尖晶石，矽酸鹽鈣鈦礦和後鈣鈦礦組成。相對寒冷的地表溫度，能使俯衝的板塊具有負浮力，但這種負浮力不足以可讓板塊能通過 660 公里的相變。
地幔整層對流支持者認為，雖然地幔内可觀測到的密度差異（推測是礦物相變引起的），但不會限制整層的對流運動，對流可以穿過上地幔和下地幔。俯衝板塊片能夠移動通過 660 公里的相變。並聚集在地幔底部附近形成“板片墓地”。這也可能是局部地幔。

## 俯衝物質的歸宿
瞭解地殼物質的最終歸宿是研究球化學循環，地幔中持續的非均質性、上升流，以及對岩漿成分、熔融、板塊構造、地幔動力學和熱流等的關鍵資料
。如果板塊在 660 公里邊界處停滯不前，正如地幔分層對流假說所建議的，它們就不能併入地函熱柱中，而地函熱柱被認為起源於核幔邊界。如果板塊能進入核幔邊界的“板塊墓地”，這與平的板塊俯衝幾何形狀又不符。在地幔中的動力可能是兩種假設的混合，部分是地幔分層對流系統。
我們目前對地球深處結構的理解主要是通過使用地震學、岩石學、同位素地球化學和地震成像技術，對地幔特徵是經由直接和間接測量數據而推斷得出的。尤其是地震學在很大程度上根據地核-地幔邊界附近的資料。

## 證據

### 地震層析成像
根據地震層析成像資料，1997及2005年，在核幔邊界附近發現涼冷的板塊。然而，660 公里的相變仍然可能在深處影響板塊的的下行運動
俯衝帶的形狀也是板塊的幾何形狀能否克服相變邊界的關鍵。
礦物的演變也可能造成影響，因為處於亞穩態的橄欖石，在局部的會形成正浮力區域，可能導致下行的板塊在660 公里相變密度增加時“失速” 。板塊礦物在深度的變化,並未考慮到有關板塊加熱速率進行計算，若考慮到加熱速率，有可能幫助板塊維持足夠長的負浮力來穿透 660 公里的相變區。

### 穩定同位素
研究地球各層之間的差異不僅依據流變學，也要依據化學，這對追踪地殼物質的運移至關重要。即使它已經被俯衝。一塊岩石若從地殼下部移動到地球表面後，可以對該岩石進行採樣，確定其穩定的同位素組成。然後與已知的地殼和地幔同位素組成以及球粒隕石進行比較，球粒隕石被認為代表了太陽系形成時未改變狀態的原始物質。
上地幔的 5% 到 10% 被估計是由回收的地殼物質組成的。根據同位素，在冰島的地幔噴發熔岩有地殼下部成分，證實了當地的地殼循環。
根據碳同位素，一些火成碳酸岩中具有機碳物質。而這些有機碳只能被俯衝的地殼帶入到地幔 ，然後隨含不混溶揮發物的岩漿和地幔指標礦物金剛石返回地表。Walter 等人根據火成碳酸鹽岩的研究，進一步提出岩漿源自脫水板塊而成的學説。